# О’Конор, Джон
Джон О’Конор (англ. John O’Conor; род. 18 января 1947, Дублин) — ирландский пианист и музыкальный педагог. До 2010 года был директором Королевской ирландской академии музыки (Royal Irish Academy of Music).

## Жизнь и творчество
Джон О’Конор получал общее образование Дублине, в основанном иезуитами колледже Бельведер. Затем был студентом на отделении фортепиано в Королевской ирландской академии музыки. Получив стипендию от австрийского фонда содействия молодым музыкантам Австрийского правительственного учебного общества международной поддержки студентов (Austrian Government Scholarship for International Students), приезжает в Вену и берёт уроки у всемирно известного пианиста Вильгельма Кемпффа, который преподавал ему игру произведений Бетховена. Это было начало международного признания творчества самого Джона О’Конора. В 1975 году он завоёвывает первый приз Бёзендорфского музыкального конкурса. В своей последующей музыкальной карьере и концертной деятельности Джон О’Конор выступает совместно с многими заслуженными музыкальными коллективами и оркестрами: с Лондонским симфоническим оркестром, с Королевским филармоническим оркестром, Шотландским камерным оркестром, Национальным ирландским симфоническим оркестром, оркестром Чешской государственной филармонии, Национальным оркестром Франции, Штутгартским камерным оркестром, Венским симфоническим, израильским Камерата, Симфоническим оркестром Саппоро и др., а также с оркестрами многих городов Северной Америки - Вашингтона, Бостона, Сан-Франциско, Сиэтла, Торонто, Монреаля, Кливленда, Даллеса, Детройта и проч.
Был членом жюри многочисленных международных музыкальных конкурсов пианистов, таких, как конкурс им Чайковского в Москве, конкурс им. Бетховена в Вене, международный конкурс имени Фредерика Шопена и т.д. В период с 1997 по 2004 год О’Конор руководит основанными его учителем Вильгельмом Кемпффом «Бетховенские курсы мастеров», проходившие в Каса-Орфео в Позитано.

## Награды
Джон О’Конор является почётным доктором Национального университете Ирландии, Тринити-колледжа в Дублине, дублинского Технологического института и университета Шенандоа в Винчестере, штат Вирджиния, США. Он - офицер французского Ордена Искусств и литературы, австрийского Почётного креста науки и искусств; в 2011 годду был награждён японским Орденом Восходящего Солнца на ленте.

## Дискография (избранное)
- Ludwig van Beethoven: Complete Piano Sonatas. 9-CD-Box. Telarc 1994
- Ludwig van Beethoven: Piano Concertos Nos. 1, 3 & 4. London Symphony Orchestra, дирижёр Андреас Дельфс
- Ludwig van Beethoven: Piano Concertos Nos. 2 & 5. London Symphony Orchestrа
- Ludwig van Beethoven: Klavierkonzerte Nr. 2 & 5.] jpc, Telarc 2007
- John Field: Nocturnes. Telarc 1990
- John Field: Sonatas and Nocturnes. Telarc 1992
- John Field: Nocturnes and Sonatas. 2 Alben. Naxos 2010
- John Field: Piano Concertos Nos. 2 & 3. Scottish Chamber Orchestra, руководитель Чарльз Мак-Керрас
- John Field: Concertos for Piano and Orchestra Nos. 6 & 7. New Irish Chamber Orchestra, руководитель Янош Фюрст. Telarc 1982
- Wolfgang Amadeus Mozart: Piano Concertos [1991–1993]. 4 Volumes. Scottish Chamber Orchestra Telarc
- Franz Schubert: Moments Musicaux – Sonata in A Major. Telarc Digital 1995
- Franz Schubert: Impromptus op. 90, op. 142; Waltzes op. 18. Telarc 1993
- Franz Schubert. Four impromptus op. 90, D899; Four impromptus op. 142, D935; Twelve waltzes op. 18, D145. Telarc 1993
- Ирландская классика (Irish Classics). Irish Chamber Orchestra, Leitung Mitch Farber. Perfect Sound Studio 2010

## Дополнения
- Джон О’Конор на classicalM
- веб-сайт Джона О’Конора
- Joseph Hurley: Башня из слоновой кости: пианист Джон О’Конор (The ivory tower: pianist John O’Conor.) в: Ирландское эхо (The Irish Echo.) 16. Februar 2011